# Gunnar Hammershaimb
Gunnar Hammershaimb (* 16. Mai 1862 auf den Färöern; † 1. Juni 1947 in Winterthur) war ein färöischer Schiffbauingenieur, der hauptsächlich in der Schweiz tätig war. Im Rahmen seiner Tätigkeit bei Sulzer hat er unter anderem eine nach einheitlichen Prinzipien gestaltete Flotte von Raddampfern für die Schifffahrtsgesellschaft des Genfersees (CGN) konstruiert, deren erhaltene Schiffe inzwischen grösstenteils unter Denkmalschutz stehen.

## Leben und Werk
Gunnar Hammershaimb wurde als Sohn des Pfarrers und Philologen V. U. Hammershaimb geboren, des Begründers der modernen färöischen Schriftsprache. Bereits als Zehnjähriger wurde Gunnar Hammershaimb nach Kopenhagen geschickt, um dort eine Schule zur Vorbereitung auf eine Karriere im Seefahrtsbereich zu besuchen. Er wandte sich dem Schiffbau zu; seine praktische Ausbildung erhielt er bei Burmeister & Wain. Nach Aufenthalten in Schottland und im norwegischen Trondheim begab er sich zu Sulzer im schweizerischen Winterthur, wo er 1889 für die Konstruktion des Raddampfers Gotthard für die Dampfschiff-Gesellschaft des Vierwaldstättersees verantwortlich zeichnete. Nachdem sich weitere Tätigkeiten in Norwegen angeschlossen hatten, liess sich Hammershaimb schliesslich 1895 fest in Winterthur nieder, um weiter als Schiffbauingenieur für Sulzer tätig zu sein.
In einem Nachruf wird Hammershaimb das Verdienst zugeschrieben, den Typus grosser, eleganter Raddampfer geschaffen zu haben, der für die Schweizer Seen charakteristisch sei.

### Genferseeflotte

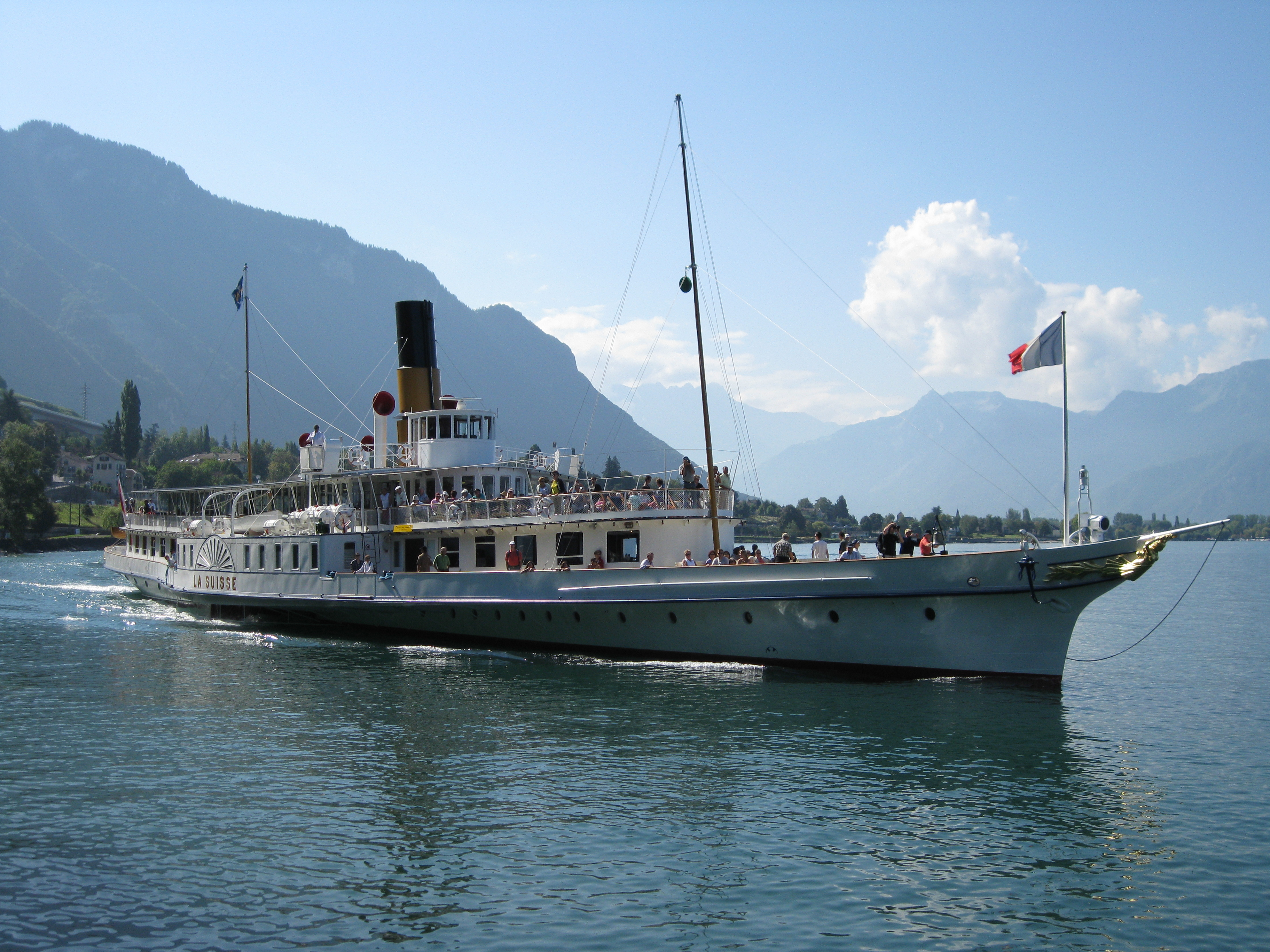
La Suisse auf dem Genfersee

Neben weiteren Schiffen für Schweizer Seen sowie den Bodensee und den Luganersee konstruierte Hammershaimb zwischen 1896 und 1927 eine Flotte von zwölf Raddampfern für die Personenschifffahrt auf dem Genfersee, die aufgrund ihrer strukturellen Einheitlichkeit als weltweit einmalig gilt. Neun davon sind erhalten geblieben, wobei das erste Schiff der Serie, die Genève von 1896, bereits 1933/34 auf Dieselantrieb umgebaut und 1973 stillgelegt wurde. Es liegt dauerhaft in Genf vor Anker, wo es von einem gemeinnützigen Verein genutzt wird. Von den restlichen acht Schiffen wurden drei zu Radschiffen mit Dieselantrieb umgebaut, vier verfügen noch über ihre ursprüngliche Dampfmaschine und eines, die Montreux von 1903/04, hat 2001 eine neue Dampfmaschine erhalten. Sie stehen als Objekte der Schutzklasse A (die Raddampfer La Suisse, Savoie, Simplon und Rhône) bzw. B (der Raddampfer Montreux sowie die Radmotorschiffe Vevey, Helvétie und Italie) im Schweizerischen Inventar der Kulturgüter von nationaler und regionaler Bedeutung. 2014 wurde die historische Flotte mit dem Europa-Nostra-Preis ausgezeichnet.

### Untersee und Rhein
Am 6. Mai 1913 wurde von der Schweizerischen Dampfbootgesellschaft für den Untersee und Rhein der letzte und grösste Flussdampfer Schaffhausen mit einem Fassungsvermögen von 400 Personen in Dienst gestellt, der Konstrukteur des Schiffes war der inzwischen legendäre Gunnar Hammershaimb, gefertigt wurde das Schiff in Winterthur von den Gebrüdern Sulzer.